# بخش گرین (شهرستان وین، اوهایو)
بخش گرین (به انگلیسی: Green Township) یک منطقهٔ مسکونی در ایالات متحده آمریکا است که در شهرستان وین، اوهایو واقع شده‌است.
 بخش گرین ۹۳٫۳ کیلومتر مربع مساحت و ۱۲٬۱۹۴ نفر جمعیت دارد و ۳۴۹ متر بالاتر از سطح دریا واقع شده‌است.